# Étienne-Benjamin Deschauffours
Étienne-Benjamin Deschauffours (Viviers, vers 1690 – Paris, 24 mai 1726) est un pédo-criminel français de la première moitié du XVIIIe siècle, condamné à être brûlé vif pour « sodomie »,.

## Crimes, arrestation et procès
Benjamin Deschauffours est né à Viviers, « dans le Languedoc », fils d'Abraham Deschauffours et Judith d'Artillac. Lors de son arrestation en juillet 1725, il se donne l'âge de « 36 ans environ » : il a donc vu le jour vers 1690 . 
Outre le crime de sodomie et autres « péchés contre la nature », il est accusé d'avoir enlevé de jeunes garçons, de les avoir vendus à des hommes importants et même d'en avoir tué un. 
Arrêté en juillet 1725, il est emprisonné à la Bastille. Son procès entraîne l’audition de nombreux témoins. Les autorités souhaitent étouffer l'affaire car parmi les quelque deux cents hommes impliqués figurent l'évêque de Laon et un comte, chevalier de l'ordre du Saint-Esprit. Mais par cet exemple, le lieutenant général de police de Paris effraie des personnages haut placés qu'il ne peut poursuivre.
Le vendredi 24 mai 1726, Deschauffours est condamné à être brûlé en place de Grève. L'exécution a lieu le jour même, à huit heures du soir. On l'étrangle avant de le brûler, comme accordé par le retentum du jugement. Mais un témoin digne de foi rapporte l'avoir vu faire un mouvement « plutôt violent » quand les flammes l'ont atteint.